# Otto Müller (lutte)
Pour les articles homonymes, voir Müller et Otto Müller.
Otto Müller, né le 21 juin 1899, est un lutteur suisse spécialiste de la lutte libre.
Il participe aux Jeux olympiques d'été de 1924 et combat dans la catégorie des poids mi-moyens en lutte libre. Il y remporte la médaille de bronze.

## Palmarès

### Jeux olympiques
- Jeux olympiques de 1924 à Paris,  France
  -  Médaille de bronze en lutte libre (catégorie des poids mi-moyens).